# Taryn Fiebig
Taryn Fiebig   (Perth, 1 de febrer de 1972 - Elizabeth Bay, 20 de març de 2021) fou una soprano australiana, cantant d'òpera i de teatre musical. Va ser la soprano principal de l’Òpera Austràlia.

## Primers anys de vida
Nascuda a Perth, Fiebig es va graduar inicialment com a violoncel·lista a l'Escola de Música de la Universitat d'Austràlia Occidental, abans de començar la formació vocal. Ocasionalment va oferir concerts en què interpretava el violoncel i cantava, acompanyant el seu violoncel amb el seu propi cant.

## Carrera
Es va incorporar a l'Òpera Austràlia el 2005 com a soprano principal. Amb aquesta companyia va interpretar els papers de Servilia de La clemenza di Tito, Susanna de Les noces de Fígaro (televisat i enregistrat), Zerlina de Don Giovanni, Papagena i Pamina de La flauta màgica, totes elles obres de Mozart. Va aparèixer en òpera barroca com a Belinda de Dido and Aeneas de Henry Purcell i com a Galatea a Acis and Galatea de Haendel, i a l'òpera italiana, incloent-hi Lisa de La sonnambula de Vincenzo Bellini, Clorinda de La Cenerentola de Gioachino Rossini i Musetta de La bohème de Giacomo Puccini. Va interpretar els papers de la Demandant a Trial by Jury d'Arthur Sullivan, Rose de Lakmé de Léo Delibes, Karolka de Jenůfa de Leoš Janáček i Afrodita de The Love of the Nightingale de Richard Mills. En teatre musical i opereta, va aparèixer com a Gianetta a The Gondoliers d'Arthur Sullivan i com a Adele de Die Fledermaus de Johann Strauss II.
El 2006/07, va ser Mabel a la producció de l'Òpera Austràlia de The Pirates of Penzance de Sullivan, al costat d'Anthony Warlow com a Pirate King i de David Hobson com a Frederic. El 2008 i el 2009 va actuar com a Eliza Doolittle en una gira nacional de My Fair Lady al costat de l'actor britànic Richard E. Grant. Fiebig va cantar el paper de Sicle a la producció de la Pinchgut Opera del 2009 de l’òpera Ormindo de Francesco Cavalli (1644). El 2010, Fiebig va ser nominada als Premis Helpmann en la categoria de millor intèrpret femenina en un paper secundari en una òpera per Bliss de Brett Dean i per La Sonnambula; va guanyar el premi per la seva creació del paper de Lucy de Bliss. Va guanyar dos premis Helpman.
El 2011, va cantar el paper de Yum-Yum a la producció de l'Òpera Austràlia de The Mikado, que va ser televisada per l'ABC Television. El 2012, Fiebig va afegir al seu repertori el paper de Pamina a la producció en anglès de Julie Taymor de La flauta màgica per a l'Òpera Austràlia. El 2013 va cantar el paper d'Oscar a la producció d’Òpera Austràlia de Un ballo in maschera de Verdi dirigida per La Fura dels Baus.
Va cantar també ltres papers al llarg de la seva carrera, com ara Nannetta de Falstaff de Verdi (2014), Despina de Così fan tutte de Mozart (2016), Gutrune de Götterdämmerung de Richard Wagner (2016) i Mother de Metamorphosis del compositor australià Brian Howard (2018). El 2019, per a la Pinchgut Opera, va actuar com a Selinda de Farnace de Haendel. El 2019, també per a la Pinchgut Opera, va cantar Selinda de Farnace.

## Vida personal
Fiebig va estar casada amb el compositor australià Iain Grandage. Més tard es va casar el 2015 amb el baríton Jud Arthur, natural de Nova Zelanda. L’actriu Melissa George és la seva cosina.
Fiebig va morir de càncer d'ovari a Sydney el 20 de març de 2021, als 49 anys.